# 苄基硫氧嘧啶
苄基硫氧嘧啶（英文：Benzylthiouracil，BTU）是一种抗甲状腺制剂。它是一种硫代酰胺，与丙基硫氧嘧啶密切相关。

## 不良反应
苄基硫氧嘧啶与严重的不良反应有关，特别是血管炎和后继的ANCA阳性肾小球肾炎，以及孤立的肺损伤报告。